# Zasada kompensaty
W ekonomii zasada kompensaty  głosi, że każda zmiana prowadząca do wzrostu produktywności podnosi dobrobyt społeczeństwa ogółem. Wzrost produktywności prowadzi bowiem do zwiększenia realnego dochodu społeczeństwa jako całości. Ci, którzy zyskali na zmianie, mają bowiem możliwość dokonać kompensaty na rzecz tych, którzy w wyniku zmiany zostali poszkodowani, zachowując korzyść netto.
Po raz pierwszy zasada kompensaty została sformułowana w 1939 roku przez Nicholasa Kaldora.